# Scott Cordelle Bone

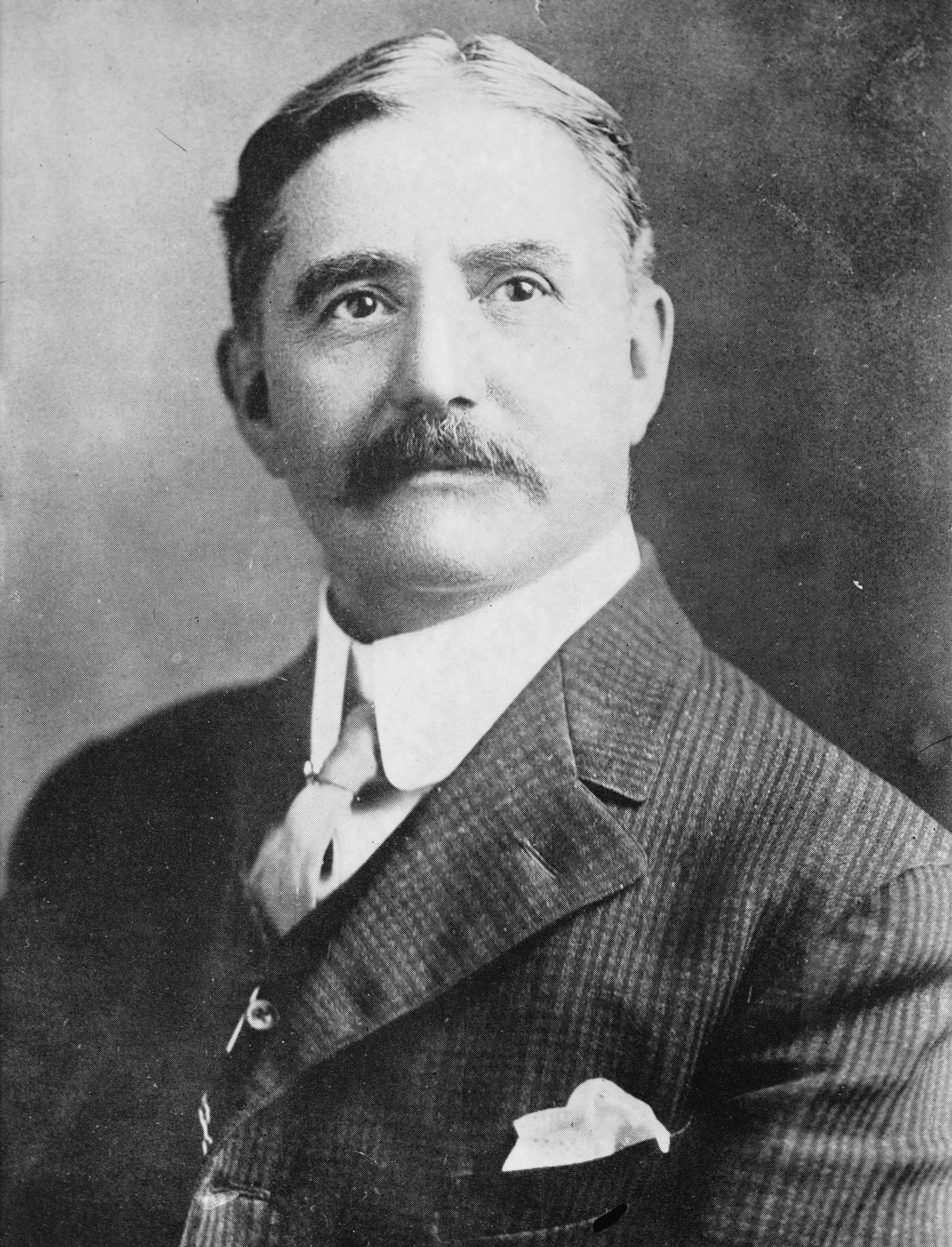
Scott Cordelle Bone

Scott Cordelle Bone (* 15. Februar 1860 im Shelby County, Indiana; † 27. Januar 1936 in Santa Barbara, Kalifornien) war ein US-amerikanischer Politiker und von 1921 bis 1925 Gouverneur des Alaska-Territoriums. Er war Mitglied der Republikanischen Partei. Bekanntheit erlangte er 1925 durch seinen Beschluss bezüglich des Einsatzes von Schlittenhunden statt eines Flugzeugs zum Transport von Diphtherieantitoxinen über 674 Meilen nach Nome. Der Transport wurde als „Great Race of Mercy“ bekannt und ist der Ursprung des Iditarod-Schlittenhunderennens.
Bone gehörte einer Vielzahl von Organisationen an und hielt viele Ämter wie: Vorsitzender des Alaska Bureau of the Seattle Chamber of Commerce, Delegierter zu zahlreichen Republican National Conventions, Mitglied (und einmal Präsident) des Gridiron Club, Mitglied der National Press Association, Publicity-Direktor des Republican National Committee, lebenslanges Mitglied des Amerikanischen Roten Kreuzes, des Yacht and Country Club of Tampa Florida, sowie des Decorated Order of Sacred Treasure of Japan und Mitglied der Elks.
Bone war auch Redakteur der Washington Post, gründete den Washington Herald und war später Redakteur beim Seattle Post-Intelligencer. Ferner war er ein Freund der Präsidenten Harding, Taft, Roosevelt und dessen Frau Alice Roosevelt.
Scott Cordelle Bone starb am 27. Januar 1936 an einem Herzinfarkt in Santa Barbara und wurde dort auch beigesetzt.

## Werke
- Alaska, Its Past, Present, and Future
- Chechahco and Sourdough: A Story of Alaska
- Sketches of Statesmen
- Political Remembrances